# ليلا كول كيتسون
ليلا كول كيتسون (بالإنجليزية: Lela Cole Kitson)‏ (25 مايو 1891 - 25 نوفمبر 1970)؛ صحفية وروائية أمريكية.